# Hercules (kráter)

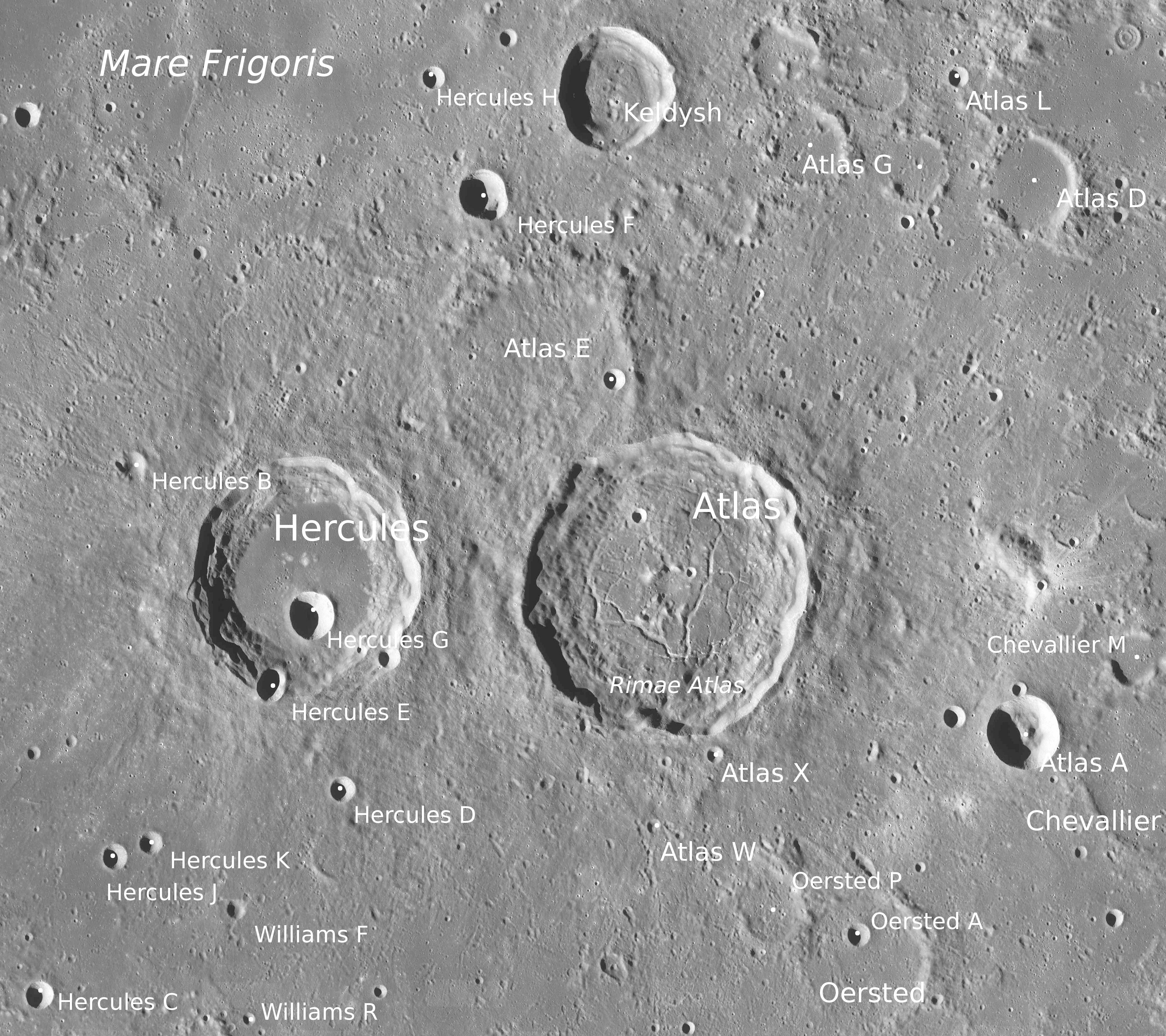
Poloha kráteru Hercules.

Hercules je výrazný kráter nacházející se východně od Lacus Mortis (Jezero smrti) a jihovýchodně od Mare Frigoris (Moře chladu) na přivrácené straně Měsíce. Má průměr 69 km, pojmenován je podle Hérakla z řecké mytologie. Okrajový val je terasovitý. Dno kráteru bylo v minulosti zaplaveno lávou a má tedy nízké albedo (je tmavší).
Východně leží o něco větší a také nápadný kráter Atlas, oba krátery tvoří společně dominantu této oblasti.

## Satelitní krátery
V okolí se nachází několik dalších kráterů. Ty byly označeny podle zavedených zvyklostí jménem hlavního kráteru a velkým písmenem abecedy.
| Hercules | Sel. šířka | Sel. délka | Průměr |
| -------- | ---------- | ---------- | ------ |
| B        | 47.8° S    | 36.6° V    | 9 km   |
| C        | 42.7° S    | 35.3° V    | 9 km   |
| D        | 44.8° S    | 39.7° V    | 8 km   |
| E        | 45.7° S    | 38.5° V    | 9 km   |
| F        | 50.3° S    | 41.7° V    | 14 km  |
| G        | 46.4° S    | 39.2° V    | 14 km  |
| H        | 51.2° S    | 40.9° V    | 7 km   |
| J        | 44.1° S    | 36.4° V    | 8 km   |
| K        | 44.2° S    | 36.9° V    | 7 km   |